# Alejandro Rejon Huchin
Wilberth Alejandro Rejón Huchin, mehiški pesnik, kulturni menedžer, pisatelj in novinar, * 18. maj 1997, Mérida, Jukatán
Je ustanovni direktor mednarodnega pesniškega festivala Tecoh, Yucatán, Mehika. Nekatera njegova besedila so bila prevedena v arabščino, italijanščino, romunščino, grščino, francoščino, katalonščino in bengalščino.